# John Field
Pour les articles homonymes, voir John et Field.
John Field, né le 26 juillet 1782 à Dublin et mort le 23 janvier 1837 à Moscou, est un pianiste et compositeur irlandais.

## Biographie
Avec Johann Baptist Cramer notamment, il prend des cours de piano auprès de Muzio Clementi. Pianiste précoce, John Field fait ses premières armes comme représentant chez Clementi & Co, un fabricant de pianos réputé à Dublin. Il profite de ses heures de travail pour apprendre la pratique de son instrument sous la direction de son employeur, pianiste virtuose. Il accompagne son patron dans plusieurs tournées commerciales en Europe. C'est en 1803, à la faveur d'un passage à Moscou, qu'il décide de se fixer en Russie. Il y fait une brillante carrière de virtuose et de professeur de piano. Il meurt au retour d'une tournée à Naples, épuisé par la maladie. Il est enterré au cimetière de la Présentation, à Moscou. 
En ce qui concerne le style musical, John Field ouvrit la voie à Chopin,,. Il est l'un des premiers compositeurs utilisant la forme des nocturnes (1812).

## Œuvre
John Field laisse 70 œuvres, dont :

### Concertos pour piano
- Concerto pour piano n° 1, H. 27 (1799)
- Concerto pour piano n° 2, H. 31 (1811)
- Concerto pour piano n° 3, H. 32 (1811)
- Concerto pour piano n° 4, H. 28 (1814, révisé en 1819)
- Concerto pour piano n° 5, H. 39 (1817), l'Incendie par l'Orage
- Concerto pour piano n° 6, H. 49 (1819, révisé en 1820)
- Concerto pour piano n° 7, H. 58 (1822, révisé en 1822-32)

### Piano
- 4 sonates pour piano
- 18 nocturnes pour piano selon l’édition de Franz Liszt, qui a collecté à la fin du 19e siècle, bien après la mort du compositeur irlandais, les nocturnes qu’il a pu retrouver. Depuis, cette « édition Liszt » perdure; aucune édition critique, ou « urtext », n’est disponible. Le dernier enregistrement de Florent Albrecht des Nocturnes paru à l’automne 2021 aux éditions Hortus[5] rebat les cartes et questionne à la fois les sources, les manuscrits, l’édition Liszt, dans une démarche historiquement informée, mais également une manière d’interpréter cette musique préromantique. Florent Albrecht a découvert notamment un Nocturne à la bibliothèque de Saint Petersbourg.